# 西田カピーリア桜良
西田カピーリア 桜良（にしだ カピーリア おうら、2002年12月7日 - ）は、日本のセーリング選手。2022年アジア競技大会のセーリング競技・混合ナクラ17級で銅メダルを獲得した。2024年パリオリンピックのセーリング競技の混合マルチハルに出場した。
関西大学第一高等学校、関西大学出身。